# Quatuor I (Bertrand)
Pour les articles homonymes, voir Quatuor à cordes no 1.
Quatuor I pour quatuor à cordes est une œuvre composée par Christophe Bertrand en 2005-2006. C'est l'une des pièces les plus longues du compositeur, avec son Vertigo et Scales. Il compose un deuxième quatuor en 2010.

## Histoire
Ce quatuor a pour origine une commande du Beethovenfest de Bonn et de Peter McBurney. Dans cette pièce, le compositeur dit avoir « utilisé les quarts de tons de façon beaucoup plus systématique et rigoureuse ».
Le quatuor est créé le 19 mars 2006 au festival Ars Musica de Bruxelles par le Quatuor Arditti à qui il est dédié.
Pour le musicologue Olivier Class, cofondateur de l'ensemble In Extremis avec Christophe Bertrand, « C'est un véritable laboratoire d'expérimentations de techniques d'écriture (principalement autour du canon, mais aussi les micro-intervalles, le timbre, la virtuosité) ».

## Structure
Structurée « le plus souvent selon le principe ancestral du canon », l'œuvre se compose de onze pièces :
1. Molto vivo
2. Presto elettrico
3. Lento ondeggiante - Leggiero, sempre interrotto
4. Molto ritmico e selvaggiamente
5. Poco lento, etereo
6. Poco lento, molto teso
7. Prestissimo possibile, molto liscio
8. Poco vivo, molto fluido
9. Non presto, ma molto intenso
10. Lento, deserto
11. Presto astioso

## Discographie
- KNM Berlin, bastille musique, 2020.